# Roth-Steyr M1907
La Roth-Steyr M1907 o, più precisamente Roth-Krnka M.7 era una pistola semiautomatica in dotazione alla cavalleria dell'Imperial regio Esercito austro-ungarico durante la prima guerra mondiale. Fu la prima pistola semiautomatica ad entrare in servizio nelle forze di terra di una grande potenza.

## Storia
La pistola fu sviluppata a partire dal modello Roth-Theodorovic dal progettista ceco Karel Krnka, presso l'azienda di munizionamento di Georg Roth. Dopo la realizzazione di diversi prototipi, la versione finale della Roth-Krnka vinse nel 1906 la gara indetta dal k.u.k. Armee per una nuova pistola, che ricevette la denominazione ufficiale Repetierpistole M.7. Poiché la Roth produceva solo munizioni e non aveva le capacità industriali per produrre l'arma, il governo ne acquistò i diritti di produzione e ne ordinò la realizzazione presso gli stabilimenti della Österreichische Waffenfabriksgesellschaft (ÖWG) a Steyr e della Fegyver- és Gépgyár (FÉG) a Budapest. Nonostante il nome, la Steyr Mannlicher non partecipò alla progettazione dell'arma, a parte per modifiche minori.
Dal 1908 al 1914 furono realizzate approssimativamente 99.000 esemplari: l'esercito ricevette 59.334 pistole M1907 dalla ÖWG e 38.213 dalla FÉG; altre centinaia di pistole vennero vendute sul mercato civile.
A seguito della dissoluzione dell'Austria-Ungheria, la Roth-Steyr entrò in dotazione alle forze jugoslave, cecoslovacche e polacche e vide un limitato utilizzo nella seconda guerra mondiale da parte dell'Esercito austriaco e quello ungherese. Il Regno d'Italia ricevette una certa quantità di pistole a titolo di riparazione di guerra dall'Austria-Ungheria; queste, dopo quasi due decenni in magazzino, vennero recuperate ed impiegate dalle forze della Repubblica Sociale Italiana, a corto di armi alla fine della seconda guerra mondiale.

## Tecnica
La Roth-Steyr M1907 era azionata da un insolito meccanismo di sparo. L'otturatore, molto lungo, aveva l'estremità posteriore in acciaio pieno, eccetto che per l'alloggiamento del percussore. La parte anteriore dell'otturatore invece era cava e scorreva strettamente sulla canna; la superficie interna della parte anteriore dell'otturatore portava intagliate delle scanalature elicoidali cui corrispondono due risalti a camma sul corpo della canna. Allo sparo, la canna e l'otturatore rinculavano solidali sul castello per circa 8 mm; i due risalti sulla canna, impegnando le scanalature elicoidali sul tappo anteriore, la obbligavano ad una rotazione di 60°, svincolando gli altri due risalti dalle corrispondenti scanalature sull'otturatore, che garantivano la chiusura della camera di scoppio. L'otturatore proseguiva la corsa retrograda, espellendo il bossolo, e veniva poi riportato in avanti dalla molla di recupero, camerando una nuova cartuccia, armando il percussore e richiudendo la camera di scoppio. L'otturatore terminava posteriormente con una vistosa manetta d'armamento a pomello, dalla quale sporgeva l'appendice del percussore, ad indicare che la pistola era armata. La tacca di mira era fresata dal pieno e quindi fissa. Il mirino era bloccato per punzonatura.
Lo scatto era una originale via di mezzo tra azione singola e doppia. Dopo che l'otturatore aveva camerato la cartuccia, il percussore risultava solo parzialmente armato e richiedeva una forte pressione del grilletto per armarlo completamente fino allo sgancio, che faceva partire il colpo. Questa ridotta sensibilità del grilletto rendeva più sicuro l'uso della pistola da parte delle truppe montate cui era destinata. In caso di mancato innesco, non si poteva ritentare il tiro ripremendo il grilletto come su un'arma a doppia azione classica, ma bisognava riarmare il percussore agendo sul carrello. Una sicura sul percussore ne impedisce il movimento verso l’innesco della cartuccia fino a completa chiusura dell'otturatore.
Diversamente dalle pistole semiautomatiche successive, la M1907 non aveva un caricatore amovibile ma le munizioni venivano caricate tramite stripper clip in un serbatoio da 10 colpi integrato nell'impugnatura.